# Прапор Широкої Балки

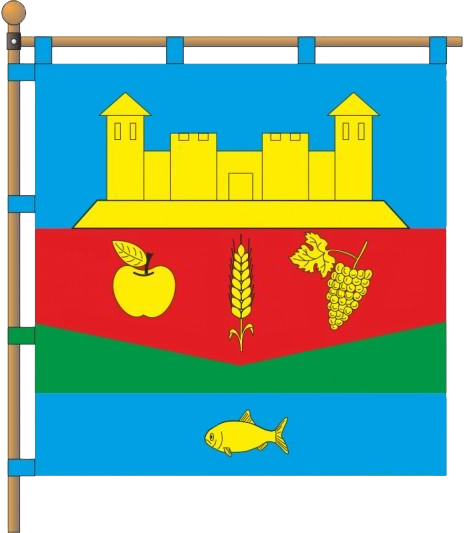
Прапор села Широка Балка

Станіславська сільська рада (Білозерський район, Херсонська область) затвердила прапор села 26 листопада 2018 року.
Прапор становить собою квадратне полотнище з трьох горизонтальних частин: верхньої синьої, червоної та нижньої синьої смуг. Червовна та нижня синя смуга розділена зеленої ввігнутою смугою. На верхній синій смузі - золоте земляне укріплення, на якомузолота фортеця з чотирма вежами. На червоній смузі - золоте колосся, справа - золоте яблуко з листочком, зліва - грона винограду з листочком. На нижній синій смузі - золота риба. Прапор має додаткове горизонтальне кріплення, яке проходить від древка. Полотнище кріпиться до древка за допомогою швенкельних петель

## Зміст символів
Золота фортеця з чотирма вежами символізує городище «Золотий Ріг» – пам’ятку археології національного значення.
Золоте колосся уособлює сільське господарство як основний вид заняття місцевих мешканців, грона винограду - традиції виноградарства та яблуко - традиції садівництва. Червоне поле символізує сонце.
Зелена ввігнута балка символізує балку, в якій розташоване село.
Синя основа з золотою рибою уособлює Дніпровсько – Бузький лиман та риболовні промисли.

## Автор прапора
С.Корнієнко.